# Salvia guaranitica
Salvia guaranitica (лат.) — кустарник, вид рода Шалфей (Salvia) семейства Яснотковые (Lamiaceae), произрастающий на обширной территории Южной Америки, включая Бразилию, Парагвай, Уругвай и Аргентину.

## Ботаническое описание
Salvia guaranitica — многолетний кустарник, растущий до 1,2—1,5 м высотой. Листья яйцевидные, 4 см в длину и почти такие же широкие, мятно-зелёного цвета и ароматом аниса при измельчении. Соцветия длиной до 25 см с цветами разных оттенков синего. В более холодных регионах цветение может начинаться в середине лета и продолжаться до заморозков.

## Культивирование
Этот вид шалфея является популярным декоративным растением в умеренных районах. Он растёт при полном или 3/4 солнечного света, на хорошо дренированной почве. Были выведены многочисленные сорта, в том числе «Аргентинское небо» (бледно-голубые цветы), «Чёрно-синий» (очень тёмно-фиолетовая синяя чашечка), «Голубой флаг» (крупные синие цветы) и «Фиолетовое великолепие» (светло-фиолетовые цветы). Сорт «Голубая загадка» с чистыми синими цветами получил награду «За заслуги перед садом» Королевского садоводческого общества.